# Кобринські

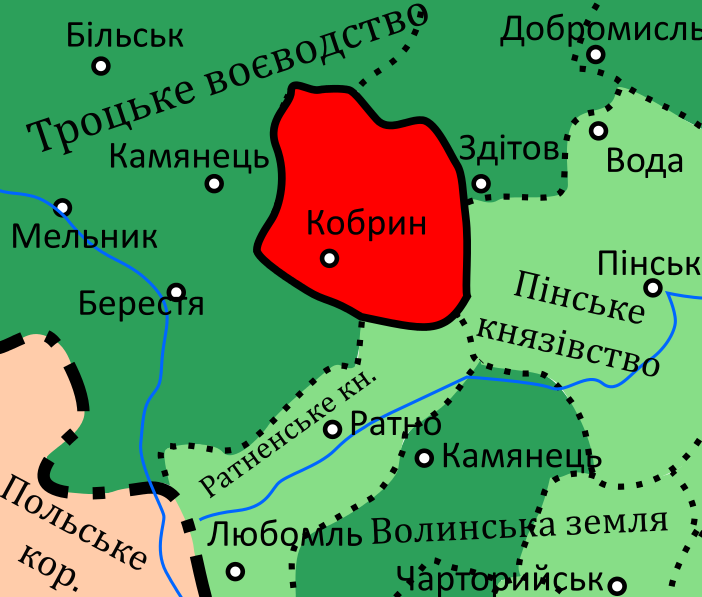
Кобринське князівство на поч. XV ст.

Кобринські — княжий рід Великого князівства Литовського. Одна з гілок Гедиміновичів. Походили від князя Кобринського Романа Федоровича, сина Федора Ольгердовича. Останній представник роду чоловічої статі, Іван Семенович, помер після 1491 р. Рід вимер у 1518 р., зі смертю княгині Анни Семенівної.

## Генеалогія
- Роман Федорович — князь кобринський і ратненський (1386—1417). Одружився із незнаною з імені дочкою князя Данила Острозького.
  - Семен Романович Кобринський (? — 1460) — князь ратненський (1416—1433) та кобринський (1431—1455). Втратив Ратно у 1433 р. за підтримку Свидригайла Ольгердовича. Був одружений з княгинею Юліаною Семенівною Гольшанською, дочкою Семена Івановича «Лютого» Гольшанського.
    - Іван Семенович Кобринський (? — бл. 1491) — князь кобринський (після 1455 — після 1491 рр.). Дружина — Федора Іванівна Рогатинська (? — 1516)
    - Марія Семенівна (? — 1512) — дружина Івана Васильовича Красного (? — 1516).
    - Анна Семенівна (? — 1516) — княгиня кобринська (1490—1512 рр.). У 1481 р. на її весіллі з князем Ф. І. Бельським мав бути вбитий великий князь литовський Казимир Ягеллон. Молодий був змушений покинути дружину і втік у Московську державу. Після невдалих спроб отримати дозвіл на виїзд до чоловіка після 1495 р. видана за Венцлава Костелевича. По смерті братів, які не мали нащадків, Кобринське князівство перейшло до її чоловіка, а по його смерті — до королеви Бони Сфорца
    - Роман Семенович Кобринський (? — 1465) — князь кобринський. Згаданий у документі 1465 р.